# Wang Bingyu
Wang Bingyu (chiń. 王冰玉, hanyu pinyin: Wáng Bīngyù, ur. 7 lipca 1984 w Harbinie), chińska curlerka, skip drużyny narodowej, złota medalistka Mistrzostw Świata 2009, zawodniczka Harbin Curling Club. Jest absolwentką Instytutu Wychowania Fizycznego Harbin (Harbin Institute of Physical Education). Mierzy 165 cm, waży 65 kg.
Curling uprawia od 2001, wybrała tę dyscyplinę ponieważ nie miała warunków fizycznych do uprawiania hokeja na lodzie. Jest zawodową curlerką. Jej pierwszymi międzynarodowymi zawodami były MŚ Juniorów Grupy B 2004, gdzie zajęła 5. miejsce. Następnie zdobyła srebrny medal na Mistrzostwach Strefy Pacyfiku 2004, w finale uległa Japonkom 8:9.
Rok później wystąpiła w Mistrzostwach Pacyfiku Juniorów zdobywając złoty medal, Chiny pokonały w finale z Japonię 7:1. W tym samym roku drużyna Wang grała na MŚ Juniorów i MŚ zajmowała tam odpowiednio 9. (bilans 3-6) i 7. (4-7) miejsce. Pod koniec roku obroniła srebrny medal na MSP ponownie przegrywając z Japonkami (10:5).
W 2006 zespół Wang obronił tytuł Mistrzów Strefy Pacyfiku Juniorek, jednak na MŚ wystąpiła drużyna Yue Sun. Podczas MŚ 2006 reprezentacja Chin została sklasyfikowana, z bilansem 6 wygranych, 5 przegranych, na 5. pozycji. Na MSP 2006 Wang zdobyła złoty medal pokonując w finale Koreę 8:3. Od tego turnieju Bingyu była skipem na pozycji trzeciej.
W 2007 Wang powróciła na pozycję czwartej, jej drużyna wygrała brązowe medale na Zimowych Igrzyskach Azjatyckich, w półfinale przegrała z Koreankami 5:9. W marcowych MŚ Chinki zajęły 7. miejsce (5-6). Zespół z Harbinu obronił tytuł mistrza Pacyfiku po siedmiu wygranych i jednej przegranej w Round Robin.
W 2008 Chiny pod przewodnictwem Wang, jako pierwszy kraj spoza Ameryki i Europy zdobył medal mistrzostw świata. Po rundzie grupowej drużyna chińska uplasowała się nie pierwszej pozycji, było to dużym zaskoczeniem. Wygrała górny mecz playoff z Kanadą 7:5. W finale Wang ponownie zmierzyła się z Kanadyjkami (Jennifer Jones). Mecz zakończył się wynikiem 4:7 na niekorzyść Chinek. Pod koniec roku Wang po raz trzeci z kolei wygrała MSP, w finale pokonała Koreę 9:4.
Rok 2009 Wang zalicza do jeszcze bardziej udanych. Podczas Uniwersjady 2009 w swoim rodzinnym mieście po Round Robin zajmowała drugą pozycję. W półfinale pokonała Rosję 11:2 i ostatecznie wygrała finał z Kanadyjkami 6:5. Na MŚ drużyna Wang była zaliczana do faworytek, przegrała tylko jeden, pierwszy mecz z Kanadą 11:5 i po fazie podstawowej zajmowała 1. miejsce. W playoff wygrała nad Dunkami (Angelina Jensen) 6:3 i w finale pokonała mistrzynie olimpijskie, Szwedki (Anette Norberg) 6:8. Tym samym została pierwszą mistrzynią świata ze strefy Pacyfiku.
Pod koniec tego samego roku po raz kolejny drużyna Wang okazała się bezkonkurencyjna i 4 raz z rzędu wygrała Mistrzostwa Strefy Pacyfiku. Jedyną niespodzianką była przegrana w pierwszym meczu półfinałowym z Nową Zelandią 6:5, następny mecz tych drużyna zakończył się już wynikiem 10:3. W finale Chiny pokonały Japonię 10:3.
Wang reprezentowała Chiny na Zimowych Igrzyskach Olimpijskich 2010, jej zespół z bilansem 6-3 awansował do fazy play-off. W półfinale Chinki zmierzyły się obrończyniami tytułu mistrzowskiego - Szwedkami (Anette Norberg), mecz ten przegrały wynikiem 9:4. W meczu o brązowy medal pokonały 12:6 Szwajcarki (Mirjam Ott). Po Igrzyskach zespół Wang bronił tytułu mistrzowskiego na MŚ 2010. Chinki niespodziewanie zaczęły od 3 porażek, ostatecznie wygrały 6 meczów na 11 i uplasowały się na 7. miejscu. Po roku zespół z Harbinu powrócił do dobrej formy, Chinki awansowały do fazy finałowej, przegrał tam jednak mecz 1-2 ze Szwedkami (Norberg) a później półfinał z Kanadą (Amber Holland), w rezultacie zdobyły brązowe medale po wygranej 10:9 nad Danią (Lene Nielsen).
W kolejnych czempionatach Chinki grały znacznie słabiej, w 2012 wygrały trzy mecze i uplasowały się na 11. miejscu. W 2013 pokonały o jeden zespół więcej i występ zakończyły na 9. pozycji. Wyniki te nie dały zawodniczkom z Hrabinu bezpośredniej kwalifikacji do Zimowych Igrzysk Olimpijskich 2014, o miejsce w Soczi musiały rywalizować w turnieju kwalifikacyjnym. Chinki zakwalifikowały się na turniej olimpijski wygrywając zawody w Füssen. Jednakże w Soczi wygrały 4 mecze i zajęły 7. miejsce.

## Drużyna
| MSPJ 2005 - Yue Qingshuang (3) - Yu Xinna (2) - Sun Yue (1) | MSP 2006-2008 - Liu Yin (4 2006, 3: 2008, 2: 2007) - Yue Qingshuang (2: 2006, 2008, 3: 2007) - Zhou Yan (1) - Sun Yue (R: 2006) - Liu Jinli (R: 2007, 2008) | od 2008 - Liu Yin (3) - Yue Qingshuang (2) - Zhou Yan (1) - Liu Jinli (R) |